# Novas Conquistas

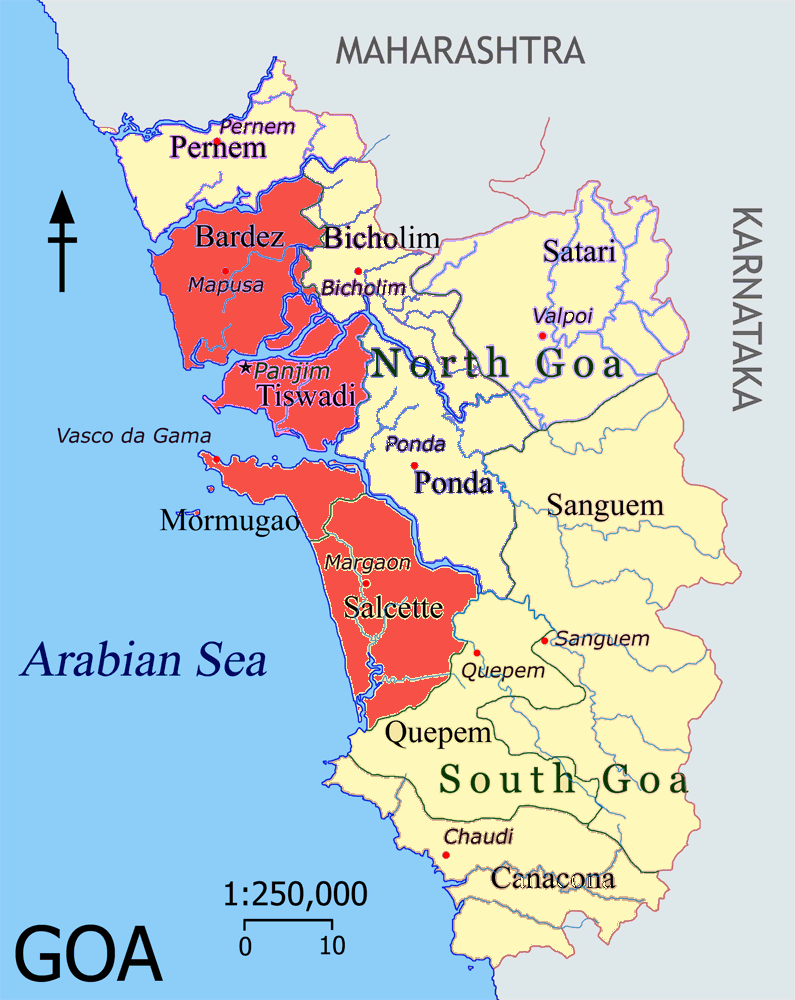
Goa al suo apice sotto l'occupazione portoghese. Le Novas Conquistas sono evidenziate in crema.

Le Novas Conquistas sono stati un gruppo di sette distretti amministrativi o concelhos del territorio di Goa, India, che sono stati aggiunti a Goa in un periodo successivo agli originari quattro concelhos che componevano le Velhas Conquistas.
Nella scrittura di indirizzi postali, veniva abbreviato N.C.

## Storia
Nel dicembre 1764, il re di Mysore, Hyder Ali inviò il suo generale, Fazalullah Khan verso il nord a Soonda via Bednur, dove i proprietari terrieri che resistettero alla sua autorità andarono incontro a gravi ritorsioni. Temendo la cattura, il Raja di Soonda fuggì a Goa, per cedere i suoi territori dei Ghati occidentali ai portoghesi, in cambio del Santuario e uno stipendio annuo fisso. I territori più bassi, tra cui il porto di Sadashivgad vicino a Karwar, furono annessi nel Regno di Mysore.
Queste nuove aree concesse dal Raja di Soonda sono state incorporate nella Goa portoghese.
Più tardi, nel 1783 il Regno di Sawantwadi, al fine di ottenere l'aiuto dei portoghesi contro Kolhapur, cedette alcune parti di Pernem, Bicholim e Sattari ai portoghesi. La restante parte di Pernem (compreso Fort Terekhol) è stata ceduta nel 1788, e quindi è venuta per essere conosciuta come la Novas Conquistas (Nuove conquiste). A differenza delle Velhas Conquistas, queste aree sono rimaste prevalentemente Indù (così la regione presenta una notevole popolazione Maratta di lingua konkani, a differenza delle Velhas Conquistas), dato che i portoghesi successivamente avevano perso il loro zelo per la cristianizzazione.
I sette concelhos delle Novas Conquistas erano Pernem, Bicholim, Sattari, Ponda (o Antruz), Sanguem, Quepem e Canacona.